# Danny Faure
Danny Faure (Kilembe, Uganda, 8 de mayo de 1962) es un político y politólogo seychellense.

## Biografía
Nació en una pequeña localidad de Uganda en 1962. Completó una licenciatura en ciencias políticas en la Universidad de La Habana, en Cuba. En 1993, inició su carrera política como miembro del Partido Popular Unido (PPUS), ejerciendo primeramente de Jefe de Asuntos del Gobierno en la Asamblea Nacional. En abril de 1998 pasó a servir en el gabinete del Presidente France-Albert René, como Ministro de Educación. En 2006 el presidente James Michel le nombró Ministro de Finanzas.
Al mismo tiempo que era ministro, desde el 1 de julio de 2010 ejerció como Vicepresidente del país.
Tras la renuncia de James Michel, fue nombrado Presidente de Seychelles el 16 de octubre de 2016.